# 제2고사사단
고사 제2사단(高射第2師団 고샤 다이니시단[*])은 태평양 전쟁 말기 일본 전역에 대비하여 운영하였던 일본 제국 육군의 4개  고사사단 중에서 나고야 고사포대를 총괄하던 부대였다.

## 역사
1945년 5월 10일, 나고야 지구를 중심으로 혼슈 중부의 군사 중역을 방위하기 위해 제13방면군 소속 부대로서 창설되어, 나고야시 쇼와구  쓰루마의 나고야시공회당 안에 사령부가 설치되었다. 부대 창설은 6월에 마치고 주로 공장지대나 교통요지에 배치되었다.
미국 육군 항공대의 공습의 강도가 쎄짐에 따라 철도의 방위 강화 図られ 도카이도 본선과 간사이 본선의 주요 하천 철도에 고사포와 기관포가 배치되었다. 또한 6월부터 공습이 지방도시에도 미치므로서 고사포중대와 기관포중대 일부를 차량화병력으로 바꾸기 위한 훈련을 시작하였다.
종전후, 9월 20일에 복원되었다.

## 구조

### 지휘부
- 사단장: 이리에 간지 소장; 1945년 5월 5일 - 종전[1]
- 참모：우치다 구지 중좌
- 참모：구시도 守雄 중좌

### 부대
- 고사포 제124연대 - 아이치현 우에노 : 야마다  마사키 중좌
- 고사포 제125연대 - 나고야：오나카 마사미쓰 중좌
- 독립 고사포 제5대대 : 쓰다 소이치 소좌
- 독립 고사포 제12대대 - 기요미즈 : 미야케 마사오 중좌
- 독립 고사포 제47대대 : 오토모 고 소좌
- 야전 고사포 제97대대
- 기관포 제12대대：이가와 도라오 소좌
- 기관포 제106대대：요시와 신 소좌
- 독립 조공(照空) 제11대대：나카다 가즈오 대위

## 참고 자료
- 外山操 (1987).  森松俊夫, 편집. 《帝国陸軍編制総覧》 (일본어). 芙蓉書房. 일본 전국 서지 번호 : 88022215.
- 《太平洋戦争師団戦史》. 別冊歴史読本 戦記シリーズNo.32 (일본어). 新人物往来社. 1996. ISBN 4404023715.
- 秦郁彦 (2005). 《日本陸海軍総合事典》 (일본어) 第2版판. 東京大学出版会. ISBN 4130301357.
- 外山操 (1981). 《陸海軍将官人事総覧 陸軍篇》 (일본어). 芙蓉書房.